# Liste der Geotope in der Region Hannover
Die Liste der Geotope in der Region Hannover enthält die Geotope in der Region Hannover in Niedersachsen. Einige dieser 33 Geotope stehen zugleich als Naturdenkmal (ND), Landschaftsschutzgebiet (LSG), Naturschutzgebiet (NSG) oder Teil von diesen unter Schutz.
| Geotop-Nr. | Bezeichnung                                                     | Ort                                 | Bemerkung | Koordinaten                     | Bild                                                                    |
| ---------- | --------------------------------------------------------------- | ----------------------------------- | --- | ------------------------------- | ----------------------------------------------------------------------- |
| 3322/01    | Findling                                                        | Neustadt am Rübenberge              | vgl. ND-H 175. rötlicher Granit-Findling von 1,5 × 1,5 × 1,8 m | 52° 36′ 46,4″ N, 9° 27′ 27″ O   |                                                                         |
| 3323/01    | Hochmoor mit Dünen "Blankes Flat"                               | Neustadt am Rübenberge              | vgl. NSG HA 003 | 52° 36′ 54″ N, 9° 36′ 38″ O     | Blankes Flat                                                            |
| 3421/07    | Findling "Paul-Woldstedt-Stein"                                 | Neustadt am Rübenberge              | vgl. ND-H 128. Der große über 20 t schwere Stein bei Mardorf ist dem Eiszeitforscher Prof. Dr. Paul Woldstedt gewidmet, der 1928 die Schneerener Berge als Teilstück des Endmoränenzuges erkannte, der sich bis zum Emsland erstreckte. Gneisgranit, rötlich-grau, mit großen Kalifeldspat-Kristallen, Heimat: Mittelschweden. 3,5 × 1,7 × 1,6 m | 52° 29′ 56,6″ N, 9° 19′ 31,8″ O | „Paul-Woldstedt-Stein“ bei Mardorf                                      |
| 3422/03    | Findlinge                                                       | Neustadt am Rübenberge              | vgl. ND-H 176. 2 Findlinge 2 km östlich von Schneeren: Ein roter Granitgneis mit gelängten roten Feldspaten und Quarzschlieren. Ein hellroter Gneisgranit mit frischer, windgeschliffener Oberfläche. 1,7 × 1,5 × 0,9 m | 52° 32′ 6,6″ N, 9° 21′ 40,2″ O  |                                                                         |
| 3423/01    | Alte Fluss-Schlinge der Leine mit Prallhang                     | Neustadt am Rübenberge              | vgl. NSG HA 184 Evenser Moor. Genese, Fazies, Fossilinhalt. Allerödzeitliche Eintiefung der Flussschlinge mit Ausbildung eines Prallhanges. | 52° 34′ 55″ N, 9° 30′ 49″ O     |                                                                         |
| 3423/04    | Hochmoor "Helstorfer Moor"                                      | Neustadt am Rübenberge und Wedemark | vgl. NSG HA 056 | 52° 32′ 11″ N, 9° 35′ 51″ O     | Helstorfer Moor                                                         |
| 3423/05    | Hochmoor "Otternhagener Moor"                                   | Neustadt am Rübenberge und Wedemark | vgl. NSG HA 034 | 52° 30′ 38″ N, 9° 34′ 52″ O     | Otternhagener Moor                                                      |
| 3424/01    | Hochmoor "Bissendorfer Moor"                                    | Langenhagen und Wedemark            | vgl. NSG HA 046 | 52° 30′ 10,5″ N, 9° 40′ 59,1″ O | Muswillensee im Bissendorfer Moor                                       |
| 3424/02    | Sand- und Kiesgrube                                             | Wedemark                            | vgl. LSG-H 009 Brelinger Berge. Stauchschuppen | 52° 34′ 39″ N, 9° 41′ 39,2″ O   | Sand- und Kiesgrube                                                     |
| 3521/03    | Hochmoor Hagenburger Moor                                       | Wunstorf                            | vgl. NSG HA 027 | 52° 26′ 42″ N, 9° 18′ 6″ O      | Hagenburger Moor                                                        |
| 3521/07    | Findling „Goliathstein“                                         | Neustadt am Rübenberge              | vgl. ND-H 173. Der Davidstein bei Mardorf wird behördlich als „Goliathstein“ bezeichnet. Er ist einer der größten Findlinge der Region. Grau-roter, mittelkörniger Granitgneis. 4,5 × 3,5 × 1,1 m | 52° 29′ 40,8″ N, 9° 19′ 53,5″ O | „Davidstein“ bei Mardorf                                                |
| 3522/01    | Findling                                                        | Wunstorf                            | vgl. ND-H 149. Mittelkörniger hellroter Granit, Herkunft Småland, Südschweden. 1,7 × 1,5 × 1 m | 52° 26′ 4,4″ N, 9° 23′ 48″ O    |                                                                         |
| 3522/02    | Schacht und Kaliwerk Sigmundshall                               | Wunstorf                            | geowissenschaftliche, (kultur-)historische Objekte | 52° 25′ 8,9″ N, 9° 22′ 9″ O     | Kaliwerk Sigmundshall                                                   |
| 3523/06    | Düne                                                            | Garbsen                             | vgl. ND-H 185 und ND-H 186 in Schloß Ricklingen. Aus Quartär-Holozän | 52° 25′ 42,3″ N, 9° 30′ 13,6″ O | Die Düne an der Karl-Prendel-Straße ist Teil des Geotops                |
| 3523/07    | Niedermoor- und Dünengebiet mit Baggerteich                     | Garbsen                             | Teile von LSG-H 61 "Garbsener Moorgeest" und NSG-HA 113 Brandmoorwiesen. Niedermoor, Dünenlandschaft aus Quartär-Holozän | 52° 25′ 31,5″ N, 9° 32′ 0,7″ O  | In den Brandmoorwiesen                                                  |
| 3523/10    | Sand-Kies-Grube                                                 | Garbsen                             | vgl. LSG-H 63. Am Mischwerk Schröder, Engelbostel. Sande mit Kies, rotbrauner Geschiebelehm, hellbrauner oben roter Feinsand. Aus Quartär-Pleistozän, Saale-Kaltzeit | 52° 26′ 52″ N, 9° 38′ 23″ O     |                                                                         |
| 3525/01    | Hochmoor "Oldhorster Moor"                                      | Burgwedel                           | vgl. LSG H 00046 | 52° 27′ 56,5″ N, 9° 55′ 56″ O   | Oldhorster Moor                                                         |
| 3525/02    | Hochmoor "Altwarmbüchener Moor"                                 | Burgdorf, Hannover, Isernhagen      | vgl. NSG HA 044 | 52° 25′ 23″ N, 9° 53′ 25″ O     | Birken im Altwarmbüchener Moor                                          |
| 3623/06    | Gehrdener Berg                                                  | Gehrden                             | im LSG H 00024. Fossilführende Mergelkalke | 52° 18′ 52,4″ N, 9° 35′ 8″ O    | am Gehrdener Berg                                                       |
| 3624/01    | Findling auf dem Messegelände Hannover                          | Hannover                            | vgl. ND-H 224. Roter Växjö-Granit, 1 Fläche mit Gletscherschrammen. 3,8 × 1,7 × 2,4 m. Der Findling auf dem Messegelände ist einer der größten am Südrand des ehemaligen Vergletscherungsgebietes aus der Saale-Kaltzeit in Niedersachsen. | 52° 19′ 21,8″ N, 9° 48′ 29,5″ O | Naturdenkmal ND-H 224 - Växjö-Granit-Findling auf dem Messegelände      |
| 3624/02    | Findling Tessenowweg 11                                         | Hannover                            | vgl. ND-H 227. Kirchrode, Tessenowweg 11. Roter Granit, Windschliffstein | 52° 21′ 23,3″ N, 9° 49′ 53″ O   | Findling Tessenowweg                                                    |
| 3624/03    | Findling                                                        | Hannover                            | im Hermann-Löns-Park, nordöstlich des Annateiches. Mittel- bis grobkörniger, rötlicher Granit aus Småland. 1,6 × 1,1 × 0,9 m. Von kleineren Findlingen umgeben. Ehemals als Naturdenkmal geschützt. | 52° 22′ 19″ N, 9° 49′ 2″ O      | Findling im Hermann-Löns-Park                                           |
| 3624/07    | Nordseite einer aus Kiessand aufgebauten Kuppe                  | Hannover                            | im LSG H-S 09 "Mardalwiese" in Kirchrode | 52° 21′ 40″ N, 9° 49′ 4″ O      | Nordseite einer aus Kiessand aufgebauten Kuppe im Süden der Mardalwiese |
| 3625/04    | Grube II der Hannoverschen Portland-Cementfabrik AG             | Hannover                            | Oberkreide mit Fossilienvorkommen: Schichten mit versteinerten Seeigeln, Ammoniten, Muscheln u. a. Abfolge: Kalkstein, Glaukonitenmergel, 2 × Kalkstein, Mergelstein, Kalkstein | 52° 23′ 20″ N, 9° 51′ 59″ O     | Grube II der Hannoverschen Portland-Cementfabrik AG 03.                 |
| 3625/08    | Sandgrube im NSG "In den sieben Bergteilen"                     | Lehrte                              | Unter 1 bis 3 m mächtigen rotbraunen Geschiebemergel liegen ca. 3 m Schmelzwassersande, darunter Mergelkalkstein. Oberkreide, darunter Campan bis Quartär - Pleistozän, Elster-Kaltzeit | 52° 23′ 48″ N, 9° 54′ 52″ O     | Sandgrube im Naturschutzgebiet In den sieben Bergteilen                 |
| 3626/02    | Im Himmelreich                                                  | Lehrte                              | vgl. NSG HA 045. Fläche 9 ha. Gesteine aus Quartär-Pleistozän. | 52° 22′ 32″ N, 10° 1′ 9″ O      | Im Himmelreich                                                          |
| 3723/04    | Ehemaliger Steinbruch                                           | Wennigsen                           | 150 m westsüdwestlich vom Taternpfahl. Jura, Unterer Korallenoolith, Untere Korallenbank. Fossilienfundort | 52° 14′ 30″ N, 9° 34′ 27″ O     | Ehemaliger Steinbruch beim Taternpfahl                                  |
| 3723/05    | Ehemaliger Steinbruch                                           | Springe                             | Lagerungsverhältnisse: Jura, Serpulit (Obermalm 6). Größe 20 m². Am Kalenberg im Deister | 52° 13′ 59″ N, 9° 35′ 17″ O     | Ehemaliger Steinbruch Springe                                           |
| 3723/06    | Aufschlüsse der Bielsteinklippen                                | Springe                             | Richtprofil. Jura, Heersumer Schichten und Unterer Korallenoolith. Fossilvorkommen. 200 m Länge, 25 m Höhe | 52° 14′ 5,8″ N, 9° 33′ 30,4″ O  | Oberer Bereich der Bielstein-Klippen                                    |
| 3723/08    | Aufschlüsse am Samkeweg                                         | Springe                             | Gestein, Lagerungsverhältnisse (Jura, Malm (Weißjura), Korallenoolith bis Münder-Mergel). 450 m Länge, 20 m Höhe | 52° 14′ 28″ N, 9° 32′ 20″ O     | Aufschlüsse am Samkeweg                                                 |
| 3723/23    | Findling (Lokalgeschiebe)                                       | Wennigsen                           | 4 × 2 × 2 m großer Sandsteinquader. Schwache Parallelschichtung, an der Westseite ca. 2 mm starker Calcit-Kluftbelag. In der Feldmark nordwestlich von Wennigsen geborgen und am Ortseingang aufgestellt. | 52° 16′ 40,7″ N, 9° 33′ 42,3″ O | Findling (Lokalgeschiebe) in Wennigsen                                  |
| 3823/05    | Kamm- und Steilhangregion des Kleinen Deisters im NSG "Saupark" | Springe                             | Subrosionsbedingte Formen, Oberer Jura, Korallenoolith und Heersumer Schichten | 52° 11′ 8″ N, 9° 33′ 55″ O      | Kleiner Deister - Felsformation der oberen Jura (Korallenoolith)        |
| 3823/10    | Steinbruch "Holzmühle"                                          | Springe                             | vgl. NSG HA 090. Kalksteine mit Mergelbänken, aus Jura, Unterer Kimmeridge (Malm) | 52° 9′ 24″ N, 9° 36′ 19″ O      | Steinbruch "Holzmühle"                                                  |